# Madulegi
Madulegi is een bestuurslaag in het regentschap Lamongan van de provincie Oost-Java, Indonesië. Madulegi telt 2863 inwoners (volkstelling 2010).